# Rudisiricius belli
Rudisiricius belli  (лат.) — ископаемый вид пилильщиков рода Rudisiricius подсемейства Rudisiriciinae из семейства Praesiricidae. Северо-восточный Китай, провинция Ляонин (ранний меловой период, Yixian Formation, Dawangzhangzi Village, Songzhangzi Township, Lingyuan City). Длина тела около 17 мм, ширина головы — 6 мм, длина головы — 4,3 мм. Сохранившаяся часть усиков состоит из 24 сегментов и имеет длину около 13 мм. Жгутик усика отличаются гетерономным строением: 3-й сегмент жгутика длинный, а остальные (в апикальной части) обычные укороченные. В переднем крыле отсутствует жилка Sc, а жилки M+Cu слегка изогнутые; ячейка 1M короткая, поперечная жилка cu-a находится в основании ячейки 1M.
Вид был впервые описан в 2013 году китайскими энтомологами Т. Гао (Taiping Gao; Capital Normal University, Пекин), Д. Жэнем (Dong Ren) и Х. Ши (Chungkun Shih) и российским гименоптерологом Александром Павловичем Расницыным и назван в честь Mr. Nigel Bell.